# Baron Farrer

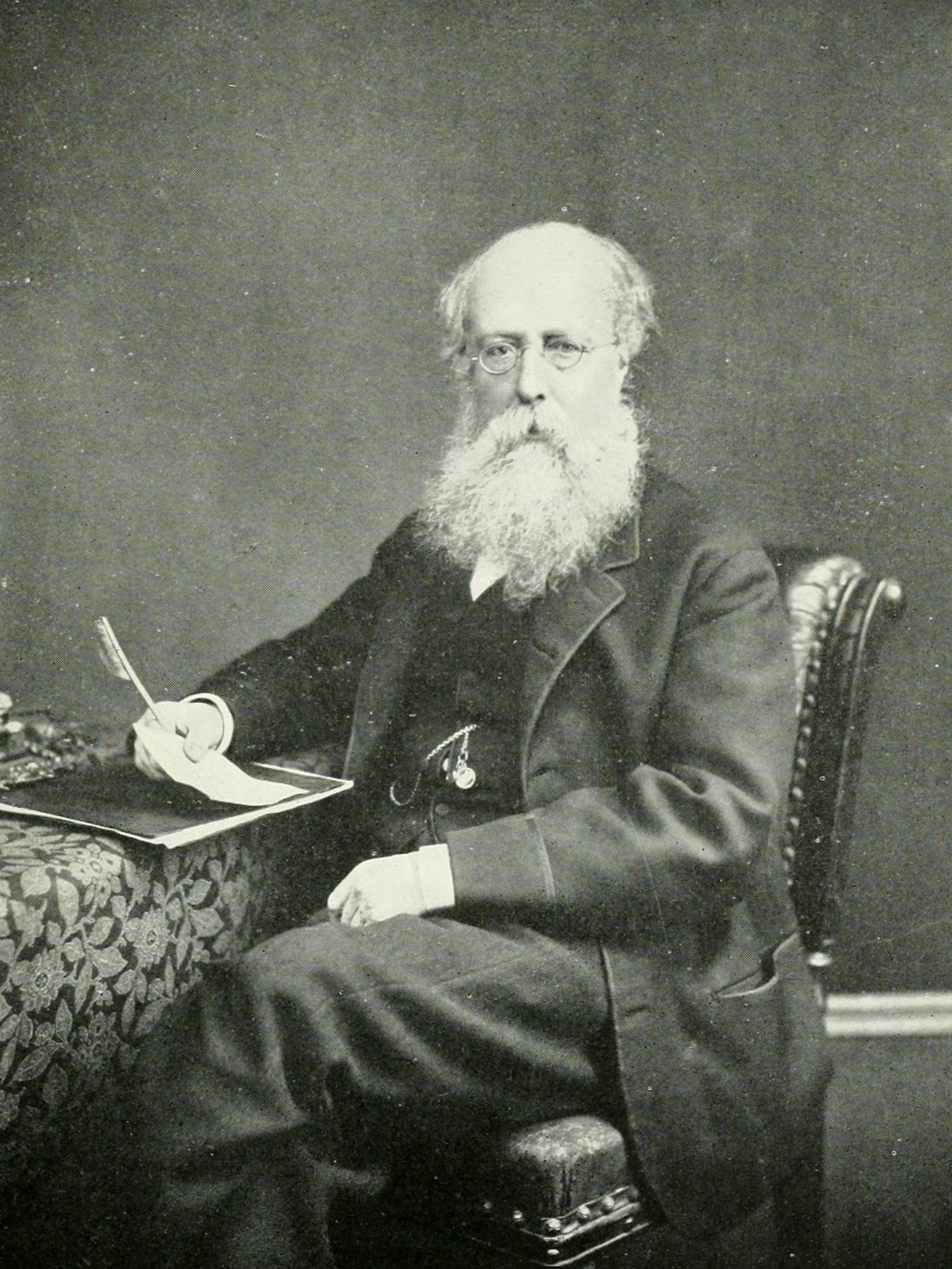
Thomas Farrer, 1. Baron Farrer

Baron Farrer, of Abinger in the County of Surrey, war ein erblicher britischer Adelstitel in der Peerage of the United Kingdom.
Der Titel wurde am 22. Juni 1893 für den Statistiker Sir Thomas Farrer, 1. Baronet, geschaffen. Am 22. Oktober 1883 war ihm bereits in der Baronetage of the United Kingdom der fortan nachgeordnete Titel Baronet, of Abinger Hall, in the Parish of Abinger,
in the County of Surrey, verliehen worden.
Beide Titel erloschen beim Tod seines Enkels, des 5. Barons, am 16. Dezember 1964.

## Liste der Barons Farrer (1893)
- Thomas Henry Farrer, 1. Baron Farrer (1819–1899)
- Thomas Cecil Farrer, 2. Baron Farrer (1859–1940)
- Cecil Claude Farrer, 3. Baron Farrer (1893–1948)
- Oliver Thomas Farrer, 4. Baron Farrer (1904–1954)
- Anthony Thomas Farrer, 5. Baron Farrer (1910–1964)